# Surnadal
Surnadal este o comună din provincia Møre og Romsdal, Norvegia.